# Mama (Genesis)
Mama is de eerste single die Genesis uitbracht ter promotie van hun studioalbum Genesis.

## Geschiedenis
Het was even stil geweest na hun studioalbum Abacab, wellicht mede omdat de band op een scheidslijn stond. Collins verwierf steeds meer invloed (de anderen lieten het toe). Na Abacab volgde het livealbum Three Sides Live met daarop ook de vorige single Paperlate (althans sommige versies). Mama en album werden in eerste instantie nog uitgebracht in het elpee- en singletijdperk; de single werd pas veel later op compact discsingle uitgebracht (1992). B-kant in Nederland was It’s Gonna Get Better van hetzelfde album.
Het werd veruit het bekendste nummer van dat album. Het album kreeg na verloop van tijd officieus de naam van de single, de tournee kreeg eveneens de naam van de single: The Mama Tour. Ook op de toers na 1983 werd het nummer steeds gezongen, ook toen Collins al was vervangen door Ray Wilson.

## Muziek
Er is lang onduidelijkheid geweest over de strekking van de inhoud van de tekst; een verwaarloosd kind of vrouw die een abortus overwoog en het hart van het kind voelt kloppen. Uiteindelijk maakte Phil Collins aan alle twijfels een eind; het gaat over een jongen/man met een moedercomplex, die een oudere prostituee heeft bezocht, maar daar ook niet de moederliefde vindt waarnaar hij op zoek is. Het was een onderwerp dat men niet verwachtte bij deze band en ook niet dat het zo populair zou worden.
De muziek is qua structuur eenvoudig, het nummer begint analoog aan Turn it on again een strak uitgevoerde ritmepartij op de drummachine en synthesizer. In dat strakke ritme is een hartslag hoorbaar. Vervolgens begint Tony Banks met en herhalen van een mineurakkoord, de muziek vertoont gelijkenis met minimal music. Natuurlijk slagwerk blijft voorlopig achterwege. Phil Collins zingt vervolgens een aantal refreinen waarbij de spanning wordt opgebouwd. Vervolgens onderbreekt Collins het lied door een lach, die hij vond in Grandmaster Flash’ lied The Message. Op 3:30 komt de drumbreak, die weer enigszins te vergelijken is met het slagwerk uit In the air tonight, een solosingle van Collins.

## Versies
- een prille versie op Genesis Archive 2; nog zonder de definitieve tekst
- de single (7”en 12”) met 5:19 en B-kant Keep It Dark
- de single (7”) en op album Turn it on again-verzamelalbum geklokt op 6:08
- op het album een versie van 6:48
- cd-single en 12”-single met volledige versie van 7:28, met als “B-kant” de volledige versie van It’s Gonna Get Better (ook van hetzelfde album).

## Lijsten
De single ging de gehele wereld over. Hij behaalde de top 10 in Ierland, Nederland, Nieuw-Zeeland, Noorwegen, Oostenrijk, Zwitserland en het Verenigd Koninkrijk (nr. 4). In de Verenigde Staten verkocht de single matig; hij haalde plaats 73 in de Billboard Hot 100. De (over-)enthousiaste Frits Spits kon het niet nalaten om het nummer tijdens de introductie tweemaal achter elkaar te draaien in zijn Avondspits. Dat kon niet voorkomen dat het “slechts” de zevende plaats haalde in beide Nederlandse hitparades.
| "Mama" in de Nederlandse Top 40 - Binnen: week 40 | "Mama" in de Nederlandse Top 40 - Binnen: week 40 | "Mama" in de Nederlandse Top 40 - Binnen: week 40 | "Mama" in de Nederlandse Top 40 - Binnen: week 40 | "Mama" in de Nederlandse Top 40 - Binnen: week 40 | "Mama" in de Nederlandse Top 40 - Binnen: week 40 | "Mama" in de Nederlandse Top 40 - Binnen: week 40 | "Mama" in de Nederlandse Top 40 - Binnen: week 40 | "Mama" in de Nederlandse Top 40 - Binnen: week 40 | "Mama" in de Nederlandse Top 40 - Binnen: week 40 |
| Week                                              | 1                                                 | 2                                                 | 3                                                 | 4                                                 | 5                                                 | 6                                                 | 7                                                 | 8                                                 |                                                   |
| ------------------------------------------------- | ------------------------------------------------- | ------------------------------------------------- | ------------------------------------------------- | ------------------------------------------------- | ------------------------------------------------- | ------------------------------------------------- | ------------------------------------------------- | ------------------------------------------------- | ------------------------------------------------- |
| Nummer                                            | 26                                                | 12                                                | 7                                                 | 7                                                 | 11                                                | 17                                                | 29                                                | 39                                                | uit                                               |

| "Mama" in de Nederlandse Single Top 100 - Binnen: week 40 | "Mama" in de Nederlandse Single Top 100 - Binnen: week 40 | "Mama" in de Nederlandse Single Top 100 - Binnen: week 40 | "Mama" in de Nederlandse Single Top 100 - Binnen: week 40 | "Mama" in de Nederlandse Single Top 100 - Binnen: week 40 | "Mama" in de Nederlandse Single Top 100 - Binnen: week 40 | "Mama" in de Nederlandse Single Top 100 - Binnen: week 40 | "Mama" in de Nederlandse Single Top 100 - Binnen: week 40 | "Mama" in de Nederlandse Single Top 100 - Binnen: week 40 | "Mama" in de Nederlandse Single Top 100 - Binnen: week 40 | "Mama" in de Nederlandse Single Top 100 - Binnen: week 40 |
| Week                                                      | 1                                                         | 2                                                         | 3                                                         | 4                                                         | 5                                                         | 6                                                         | 7                                                         | 8                                                         | 9                                                         |                                                           |
| --------------------------------------------------------- | --------------------------------------------------------- | --------------------------------------------------------- | --------------------------------------------------------- | --------------------------------------------------------- | --------------------------------------------------------- | --------------------------------------------------------- | --------------------------------------------------------- | --------------------------------------------------------- | --------------------------------------------------------- | --------------------------------------------------------- |
| Nummer                                                    | 46                                                        | 15                                                        | 9                                                         | 9                                                         | 10                                                        | 7                                                         | 12                                                        | 40                                                        | 44                                                        | uit                                                       |

### NPO Radio 2 Top 2000
| Nummer met noteringen in de NPO Radio 2 Top 2000 | '99 | '00 | '01 | '02 | '03 | '04 | '05 | '06 | '07 | '08 | '09 | '10 | '11 | '12 | '13 | '14 | '15 | '16 | '17 | '18 | '19 | '20 | '21 | '22 | '23 | '24 |
| ------------------------------------------------ | --- | --- | --- | --- | --- | --- | --- | --- | --- | --- | --- | --- | --- | --- | --- | --- | --- | --- | --- | --- | --- | --- | --- | --- | --- | --- |
| Mama                                             | 93  | 107 | 93  | 102 | 113 | 143 | 148 | 177 | 232 | 150 | 163 | 188 | 211 | 227 | 231 | 215 | 233 | 225 | 175 | 342 | 334 | 311 | 337 | 326 | 377 | 394 |

1. ↑  Een vetgedrukt getal geeft de hoogste notering aan.

## Covers
Een aantal artiesten heeft de song ook opgenomen; Magellan voor Suppers Ready, een tributealbum; Carnival in Coal (album French Cancan), Angra (Hunters and Prey), Tarot (Suffer Our Pleasures) en Sonik Foundry (EP: The Epiphany). Deze versies waren niet zo succesvol als het origineel.

## Mama
Andere Mama’s:
- Mama door Dave Berry
- Mama door BZN en Jan Smit
- Mama door André Hazes
- Mama door Heintje
- Mama door Kelly Family
- Mama door Kus
- Mama door Spice Girls
- Mama door Beth Heart
- Mama door Robertino